# ذا واي آي آم
The Way I Am هي واحدة من أشهر اغاني مغني الراب الأمريكي أمنم إمينيم باعتبارها واحدة من أولى أغانيه التي اكسبته شهرة في الولايات المتحدة الأمريكية و في العالم. صدرت الأغنية سنة 2000 ، على أنها الأغنية الفردية الثانية في الالبوم ذا مارشال ماذرز إل بي و من ثم ألحقها امنم كذلك بالبومه Curtain Call الذي صدر سنة 2005 و الذي جمع فيها أشهر أغانيه و أكثرها نجاحا.
الأغنية محملة على عادة امنم بالمشاعر و الاحسايس ت و تجمع بين العواطف الجياشة و قوة اللحن و الكلمات، لذا صنفتها مجلة Complex على أنها 35 أفضل أغنية في القرن الحادي و العشرين إلى حد الآن.
تمتلا الأغنية بسرعة الانتقال الشفوي و كثافة السجع و بالإيقاع في الكلمات المختارة و هي الخاصية التي تميز مغني الراب الأمريكي عن غيره.